# معاهدة ايجير
أُبرمت معاهدة ايجير-(باللغة الألمانية: فيرتاج فون ايجير)، كما تُعرف بالتسوية الرئيسية لإيجير(هاوبتفجليش فون ايجير) أومعاهدة ايجير للسلام (باللغة التشيكية: شيبسكي ميير)- بتاريخ 25 أبريل 1459 في المدينة الإمبراطورية لإيجير(شيب) كونه المقعد الإداري للبيدق (الحاكم) المباشر (غيسبغانشافت ايجير). أقيمت الحدود - بفضل المعاهدة- بين مملكة بوهيميا وجمهورية الناخبين بساكسونيا على الحافة الرئيسية لجبال أور الممتدة من ايجير إلى نهر الإلب. حتي يومنا هذا لا تزال الحدود قائمة دون تغيير، فاصلة بذلك بين جمهورية التشيك وألمانيا وبذلك تُعد أحد أقدم الحدود الموجودة بأوروبا.
| |
| تاريخ التوقيع: 25 أبريل 1459 الموقع: ايجير (شيب) ايجيرلاند الأطراف: جمهورية الناخبين بساكسونيا ومملكة بوهيميا |

## نبذة تاريخية
قام الناخب الويتني لسكسونيا فريدريك الثاني وأخيه ويليام أمير تورينيغيا باستعادة سيطرتهم على مقاطعة ألتينبرج وما تبعها من حرب الشقيقين السكسونية. وفي عام 1432عقد فريدريك اتفاق سلام منفصل مع الهوسيت البوهيمي.بعد وفاة ملك ألمانيا الهاسبرجي البريخت الثاني وقع الاختيارعلى مُتزعم مذهب «يوتراكويست» جورج (جيري) بوديبرادي كوصي بوهيمي من قبل النبلاء المحليين، وفي عام 1448 في مواجهة مقاومة المؤيدين الكاثوليك للإبن الأصغر لألبرت ووريثه لاديسلاوس اليتيم  بقيادة البورجراف (لقب حاكم) مينهارد نيوهاوس. في حرب الشقيقين السكسونية انحاز جورج (جير) إلى أخيه الأصغر الاندجراف (لقب حاكم) وليام. بعد الوفاة المفاجأة للاديسيوس تم تنصيبه كملك بوهيمي بواسطة النبلاء اليوتراكيست في عام 1458، في حين كان ويليام أحد المرشحين للولاية.
|  |
|  |

## اتفاق
في عام 145 تم الاتفاق بين الأخوة الويتينين وجورج (جيري) بوديبرادي على أن تمتد سيطرة جورج على البلدان والقلاع والأسواق والقرى الواقعة جنوب جبال الأور -التي كانت فيما سبق ضمن أراضي التاج (الملك) البوهيمي (مثل  قلعة موست وريزمبورك الكائنة في أوسيك وشكوف)- إلى جانب كافة المؤسسات الروحية والعلمانية (الوضعية) والمعاشات والمنافع والمهام، الخ. بينما يحصل الناخبين الساكسون على العقارات والقلاع الواقعة في الجانب الشمالي لمنطقة فوجتلاند وإمارة القروسطية (مغريفية مايسن) السابقة. وبموجب هذا الاتفاق تم الانتهاء للأبد من النزاعات الحدودية التي لطالما أطرد حدوثها. ومع ذلك ظلت بعض الأماكن والمقاطعات شمالي جبال الأور ضمن الإقطاعيات التابعة للتاج (الملك) البوهيمي.

## تداعيات
في أعقاب وفاة الناخب فريدريك الثاني في عام 1464 تقاسم ابنه الأكبر ارنست الحكم مع أخيه الصغير ألبرت. وفي عام 1482 دخل في ملكهم كافة الأراضي الويتينية برحيل عمهم ويليام أمير تورينيغيا دون ترك أى ورثة ذكور. رغم ذلك قسم الإخوة من جديد الأراضي السكسونية بموجب معاهدة ليبزيج عام 1485على أن تنتقل مناطق غرب تورينغيا وفوجتلاند إلى ارنست وشرق القروسطية (مايسن) إلى ألبرت. وكان على جورج( جيري) بوديبرادي مواجهة مقاومة النبلاء الكاثوليك المدعومة بواسطة بوب بول الثاني الذي نصب ماتياس كورفينوس كملك بوهيمي في عام 1469.
وفي عام 1546 تم إحداث تغيير جوهري للحدود المرسومة وفقاً لمعاهدة 1459؛ وذلك بقيام الدوق موريس الساكسوني والملك فيرديناند الأول بتقسيم بارونية شوارزنبرج التي كانت مسبقاً في حيازة الناخب جون فريدريك الأول كإحدى غنائم الحرب عقب حرب شمالكالديك على أن تنتقل بوذي دار وهورني بلاتنا إلى البوهيمية.